# هاغرستاون (إنديانا)
هاغرستاون (بالإنجليزية: Hagerstown, Indiana)‏ هي بلدة أمريكية تقع في الولايات المتحدة في مقاطعة واين (إنديانا). يقدر عدد سكانها بـ 1,787 نسمة ومساحتها 3.47 كم2 وترتفع عن سطح البحر 317 متر.

## التركيبة السكانية
قام مكتب تعداد الولايات المتحدة بتحديد بيانات التركيبة السكانية لهاغرستاون في تعداد الولايات المتحدة. في ما يلي، التركيبة السكانية حسب تعدادي 2000 و2010.

### تعداد عام 2000
بلغ عدد سكان هاغرستاون 1,768 نسمة بحسب تعداد عام 2000، وبلغ عدد الأسر 787 أسرة وعدد العائلات 498 عائلة مقيمة في البلدة. في حين سجلت الكثافة السكانية 1,276.0 نسمة لكل ميل مربع (492.7/كم2). وبلغ عدد الوحدات السكنية 832 وحدة بمتوسط كثافة قدره 600.5 نسمة لكل ميل مربع (231.9/كم2).
وتوزع التركيب العرقي للبلدة بنسبة 99.26% من البيض و 0.06% من الأمريكيين الأصليين و 0.11% من الأمريكيين ذوي الأصول الآسيوية و 0.28% من الأمريكيين الأفارقة و 0.23% من عرقين مختلطين أو أكثر.
بلغ عدد الأسر 787 أسرة كانت نسبة 28.8% منها لديها أطفال تحت سن الثامنة عشر تعيش معهم، وبلغت نسبة الأزواج القاطنين مع بعضهم البعض 52.5% من أصل المجموع الكلي للأسر، ونسبة 8.4% من الأسر كان لديها معيلات من الإناث دون وجود شريك، وكانت نسبة 36.6% من غير العائلات. وبلغ متوسط حجم الأسرة المعيشية 2.86، أما متوسط حجم العائلات فبلغ 2.25.
بلغ العمر الوسطي للسكان 39 عاماً. وكانت نسبة 7.0% بين الثامنة عشر والأربعة وعشرون عاماً، ونسبة 28.1% كانت واقعةً في الفئة العمرية ما بين الخامسة والعشرون حتى والأربعة وأربعون عاماً، ونسبة 23.9% كانت ما بين الخامسة والأربعون حتى الرابعة والستون، ونسبة 17.1% كانت ضمن فئة الخامسة والستون عاماً فما فوق. يوجد لكل 100 أنثى 85.5 ذكر، ويوجد لكل 100 أنثى في الثامنة عشر من عمرها فما فوق 82.1 ذكر.
وكان متوسط دخل الذكور 35,536 دولار مقابل 25,913 دولار للإناث. وسجل دخل الفرد الخاص بالبلدة 20,901 دولار. وكانت نسبة 0.8% من العائلات ونسبة 1.8% من السكان تحت خط الفقر، ولا أحد منهم تحت سن الثامنة عشر ونسبة 0.9% في الخامسة والستين من العمر وما فوق.

### تعداد عام 2010
بلغ عدد سكان هاغرستاون 1,787 نسمة بحسب تعداد عام 2010، وبلغ عدد الأسر 751 أسرة وعدد العائلات 467 عائلة مقيمة في البلدة. في حين سجلت الكثافة السكانية 1,333.6 نسمة لكل ميل مربع (514.9/كم2). وبلغ عدد الوحدات السكنية 826 وحدة بمتوسط كثافة قدره 616.4 لكل ميل مربع (238.0/كم2).
وتوزع التركيب العرقي للبلدة بنسبة 97.7% من البيض و 0.2% من الأمريكيين الأصليين و 0.3% من الأمريكيين ذوي الأصول الآسيوية و 0.6% من الأمريكيين الأفارقة و 1.2% من عرقين مختلطين أو أكثر.
بلغ عدد الأسر 751 أسرة كانت نسبة 31.4% منها لديها أطفال تحت سن الثامنة عشر تعيش معهم، وبلغت نسبة الأزواج القاطنين مع بعضهم البعض 47.1% من أصل المجموع الكلي للأسر، ونسبة 10.7% من الأسر كان لديها معيلات من الإناث دون وجود شريك، بينما كانت نسبة 4.4% من الأسر لديها معيلون من الذكور دون وجود شريكة وكانت نسبة 37.8% من غير العائلات. تألفت نسبة 33.0% من أصل جميع الأسر من أفراد ونسبة 16.5% كانوا يعيش معهم شخص وحيد يبلغ من العمر 65 عاماً فما فوق. وبلغ متوسط حجم الأسرة المعيشية 3.02، أما متوسط حجم العائلات فبلغ 2.38.
بلغ العمر الوسطي للسكان 37.9 عاماً. وكانت نسبة 25.6% من القاطنين تحت سن الثامنة عشر، وكانت نسبة 8.3% بين الثامنة عشر والأربعة وعشرون عاماً، ونسبة 25.1% كانت واقعةً في الفئة العمرية ما بين الخامسة والعشرون حتى والأربعة وأربعون عاماً، ونسبة 23.1% كانت ما بين الخامسة والأربعون حتى الرابعة والستون، ونسبة 17.9% كانت ضمن فئة الخامسة والستون عاماً فما فوق. وتوزع التركيب الجنسي للسكان بنسبة 48.4% ذكور و51.6% إناث.